# Bernard Knubel (wielrenner)
Bernard Knubel (Münster, 13 november 1872 - Münster, 14 april 1957) was een Duits wielrenner. Hij nam deel aan de Olympische Zomerspelen van 1896 in Athene.
Knubel nam deel aan de 100 kilometer, maar kwam samen met zes anderen niet aan. De enige deelnemers die aankwamen waren de Fransman Léon Flameng en de Griek Georgios Kolettis.